# Vranik
Vranik es una localidad de Croacia en el municipio de Lovinac, condado de Lika-Senj.

## Geografía
Se encuentra a una altitud de 632 m s. n. m. a 229 km de la capital nacional, Zagreb.

## Demografía
En el censo 2011 el total de población de la localidad fue de 7 habitantes.
| Gráfica de población de Vranik 1857-2011                            |
|                                                                     |
| Según los censos de población de la oficina estadística de Croacia. |